# Kid Paddle
Pour les articles homonymes, voir Kid Paddle (homonymie).
 (juillet 2013).
Kid Paddle (/kɪd pædəl/) est une série de bande dessinée humoristique belge créée par Midam en 1993 pour le magazine Spirou no 2887 avant de paraître en albums, édités à partir de 1996 par Dupuis. En 2010, Midam autoédite sa série chez MAD Fabrik puis en 2014, Kid Paddle est publié par Glénat qui rachète l'éditeur. En 2019, la série retourne chez son premier éditeur, Dupuis.

## Historique

### Naissance d'un personnage

Midam, le créateur et dessinateur de la série Kid Paddle

Le personnage de Kid Paddle apparaît pour la première fois en 1994 dans le magazine Spirou (no 2887), en marge de la rubrique Shazam présentant les jeux vidéo du moment. Son nom n'est pas donné : on trouve juste un texte à côté de l'illustration : « Qui c'est celui-là ? Dans trois semaines, il apprend à se servir d'une console ! ». La semaine suivante, on le retrouve, toujours en marge de la rubrique Shazam, dans une illustration où il se trouve séparé de sa console de jeux par divers obstacles sortis de divers jeux vidéo (bombes, piques et monstres). Le texte à côté précise : « Il n'a plus que deux semaines pour déjouer tous ces pièges ! » Encore la semaine suivante, on le retrouve, toujours en marge de Shazam, complètement emmêlé dans les fils de sa console. MC Sprite, le personnage de Mauricet qui illustrait jusqu'alors la rubrique, le regarde d'un air narquois et commente : « Et c'est "ça" qui va prendre la relève ?!… ». En effet, dans le numéro 2890 du 1er septembre 1993, la rubrique Shazam devient : Pas de Joystick pour Kid Paddle, dont chaque planche illustre un des trois jeux vidéo présentés dans la rubrique par Patrick Pinchart. Mais Midam, qui n'est pas un fan de jeux vidéo, prend cette rubrique comme une occasion de se faire un nom car selon lui : « J'aurais pu animer la rubrique cuisine et Kid se serait probablement appelé Kid Chantilly. Tout ce que je voulais, c'était raconter des histoires »,. La rubrique sera par la suite renommée Labo Kid, tandis que les planches de Kid Paddle se font de plus en plus indépendantes de la rubrique elle-même qui disparaît de Spirou à partir du numéro 2992, le 16 août 1995. Maintenant, lors des représentations de scènes tirées du jeu vidéo, ce n'est plus le dessin de Kid qui représente le héros, comme c'était le cas auparavant.

### Évolution

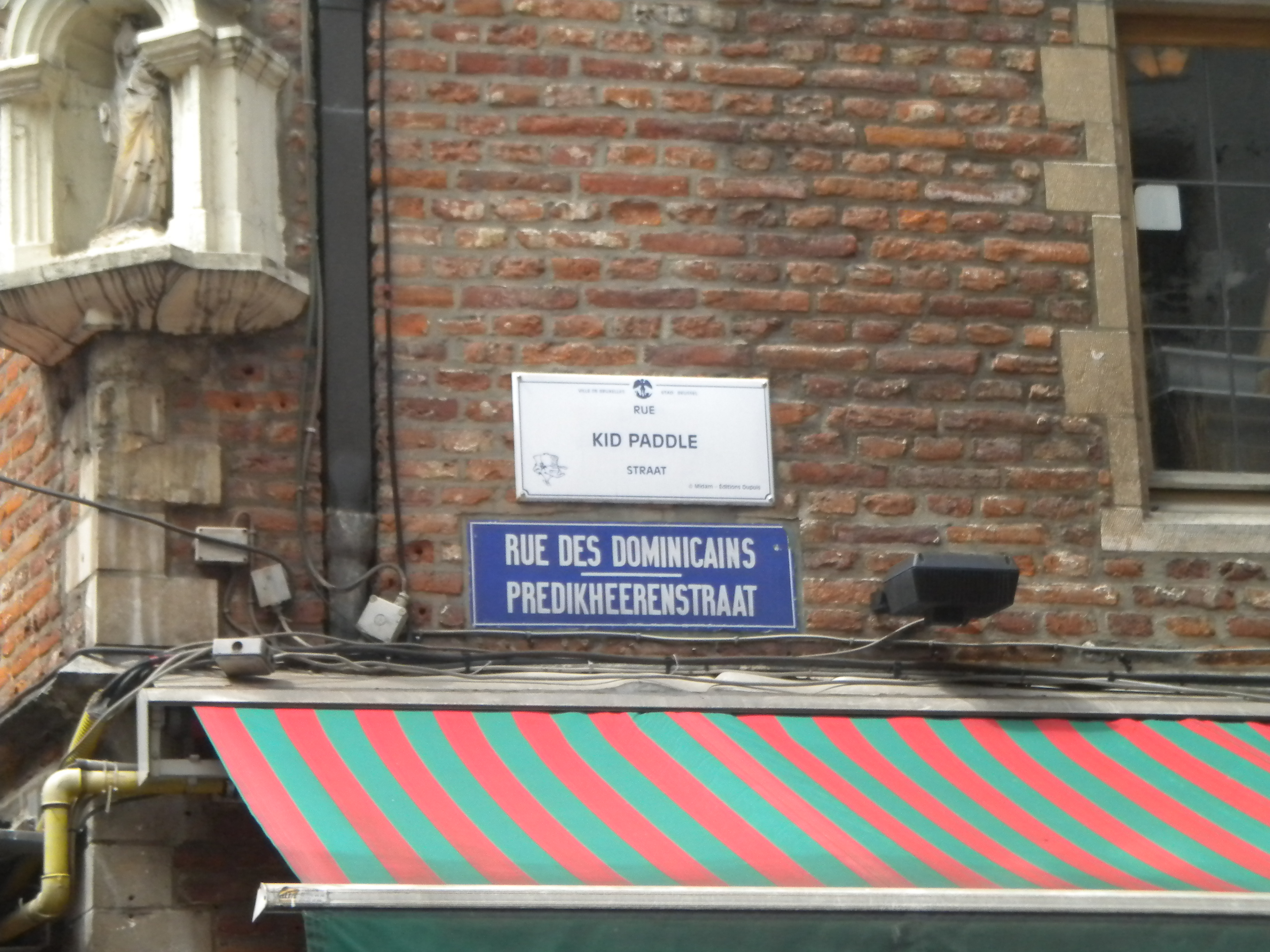
Rue Kid Paddle à Bruxelles.

L’enthousiasme grandissant des lecteurs poussent Midam et le rédacteur en chef de Spirou, Patrick Pinchart, à passer de la demi-page à la pleine page. Puis, après quatre ans d'existence de Kid Paddle, un premier album paraît aux éditions Dupuis. Fort de ce succès confirmé par les ventes de l'album, les ayants droit décident d'exploiter le personnage sur d’autres supports : ainsi, en 2002, le premier Kid Paddle Magazine apparaît, et un an plus tard, une première saison de 52 épisodes présente Kid Paddle dans un dessin animé diffusé sur les écrans de France, de Belgique, de Suisse et du Québec. À l'achèvement de la deuxième et dernière saison, 104 épisodes ont été produits et multidiffusés dans plus d’une vingtaine de pays,.
Dans le but de satisfaire les fans de la série, des centaines de produits dérivés ont été créés à l’effigie du héros dans les domaines du textile, de la bagagerie, de la papeterie, des jeux vidéo, du jouet, etc. Pour gérer de manière optimum la licence « Kid Paddle » et veiller à la bonne exploitation des univers créés par Midam, ce dernier crée en 2000, la société Midam Productions et en confie la gestion à son épouse, Araceli Cancino,.
En 2004, une série « spin-off » de Kid Paddle intitulée Game Over paraît, mettant en scène l’avatar virtuel de Kid Paddle : « Le Petit Barbare », évoluant dans un jeu vidéo. Pour ce projet, Midam collabore avec Adam Devreux au dessin et s’entoure de divers scénaristes. Le succès de cette série est presque égal à celui de Kid Paddle. Et enfin, en 2009, Midam crée sa propre structure éditoriale et de gestion de droits dérivés. Il s’associe toujours avec Araceli Cancino, ainsi qu’avec Dimitri Kennes, ancien directeur général de Dupuis. Les premières lettres de leurs prénoms donne son nom à l'entreprise : MAD Fabrik. Cette société reprend les droits sur l’ensemble de l’univers Kid Paddle le 1er juillet 2010 et s’appuie sur une gestion centralisée et exclusive de la marque,. Le premier janvier 2014, Mad Fabrik rejoint le groupe français Glénat afin de profiter du savoir-faire acquis par ce dernier dans le domaine du marketing.
Le 9 avril 2019, Kid Paddle retourne aux Éditions Dupuis après dix ans d'absence.

## Synopsis

### Thématique

Kid Paddle représenté sur le bunker (Mur de l'Atlantique) de la plage de Longchamps à Saint-Lunaire en Ille-et-Vilaine.

Cette série présente les aventures d'un jeune garçon nommé Kid Paddle, un gamin d'environ neuf ans fan de jeux vidéo, qui a tendance à confondre les univers de ses jeux avec le monde réel. Il apprécie particulièrement les jeux vidéo et les films « gores », comme il les qualifie lui-même avec délectation. On notera, par exemple, la récurrence des tentatives de Kid, et de ses acolytes Big-Bang et Horace, pour tenter d'aller voir des films qui leur sont interdits à cause de leur jeune âge (des films aux titres prometteurs en matière de répugnant comme La crème anglaise était du pus, La cervelle est vivante ou encore Autopsie sur sujet vivant). Ces tentatives témoignent d'une certaine ingéniosité (comme celle de monter les uns sur les autres en dessous d'un long manteau pour mesurer la taille requise) mais se soldent toutes par un échec, causé tantôt par la maladresse d'Horace, tantôt par les bavardages du caissier, tantôt par une mésaventure en rapport avec le sujet du film.
On notera dans les premiers albums des références à des jeux qui existaient réellement, références qui disparaissent dans la suite de la série.
Ainsi, Kid a pu s'adonner à des jeux comme SimCity, A Link to the Past, Aero the Acro-Bat, Aladdin, Cool Spot, Tiny Toon Adventures, Ecco the Dolphin, Goblins 3, Mr. Nutz ou encore Flashback, jeu qui bluffe Kid par sa technique d'animation, effectivement très avancée pour l'époque et qui fut l'un de ses atouts majeurs.

### Personnages principaux
- Kid Paddle : le héros de la bande dessinée et du dessin animé.
- Benji « Big » Bang : un petit génie, ami de Kid, qui invente tout le temps des gadgets, lesquels ne fonctionnent pas toujours. En réalité, lors de ses premières apparitions (premier gag de l'épisode 2) Big n'était qu'un technicien de pacotille mais ses inventions dans les autres épisodes fonctionnent. Au début, il a une autre coupe de cheveux.
- Horace Beckett : un autre ami de Kid, très naïf et qui se retrouve toujours blessé, généralement d'une énorme fracture à la tête. Toujours partant pour jouer à une partie de Rikiki. Contrairement à Big Bang, on ne peut pas dire qu'il soit très intelligent : il mélange souvent des mots plus ou moins faciles (par exemple : dans le tome 7, il mélange ventriloque et vendre des loques).
- Mirador : le patron de City Game (salle de jeux où se retrouvent périodiquement Kid et ses amis), très grincheux envers Kid et ses amis bien qu'il puisse parfois montrer un peu de gentillesse envers eux ; il les traite souvent de bande de jeunes (uniquement dans le dessin animé).
- Le père de Kid Paddle : Monsieur Paddle ou P'pa ; il a une existence trop banale au goût de son fils qui l'imagine souvent, dans ses rêveries, en super héros.
- Carole Paddle : la sœur de Kid, qui le prend pour un débile profond et un décérébré. Quand elle « gagne », elle n'hésite pas à étaler sa satisfaction, ce qui énerve et écœure son frère. On ignore si elle est plus jeune ou plus âgée que son frère, mais il est probable qu'ils sont jumeaux, vu qu'ils ont la même taille.
- Le petit barbare : c'est le petit guerrier du jeu vidéo auquel joue le héros. Il perd souvent la partie, ce qui lui a valu une BD spéciale du nom de Game Over. Il a une tendance particulière à s'autodétruire, souvent aidé par sa princesse, bien que son destin soit plus souvent lié à la malchance qu'à la maladresse...
- Les Blorks : ce sont des monstres qu'on trouve principalement dans les jeux vidéo de Kid mais aussi dans les films d'horreur qu'il désire voir ou que l'on peut voir sous forme de jouets et autres produits dérivés.

### Lieux importants
- La maison de Kid : une petite maison tranquille dans une petite banlieue (trop ?) tranquille. Kid, Horace et Big Bang s'en servent souvent comme QG ou comme terrain de jeu (avec son jardin).
- La maison de Big Bang : elle ressemble à un grand hangar. C'est là que se trouve le laboratoire, qui est en même temps la chambre de Big Bang, dans lequel il s'adonne à ses expériences. Elle sert aussi de QG, mais plus pour tester les trouvailles du petit génie. Dans la bande dessinée, il s'agit d'un appartement situé au-dessus d'un paisible retraité, souvent victime des expériences du garçon.
- La maison d'Horace : elle est très semblable à celle de Kid, mais beaucoup moins usitée.
- City Game : une salle d'arcade. C'est le lieu de prédilection du trio : ils y passent le plus clair de leur temps en s'adonnant à leur activité favorite, qui n'est plus à citer. C'est la salle dont Mirador (et Radar son chien) est le tenant.
- Planète Zombie : c'est la boutique de jeux vidéo, de figurines de Blorks, de revues spécialisées dans le « gore », plus simplement de tout ce qui intéresse Kid. C'est là que travaille « Joystick » Billy.
- L'école : c'est là que nos héros passent leurs heures perdues à travailler. Subtilités des poèmes d'Amédée Feuillas, étude des oiseaux maritimes, mathématiques, autant de matières indigestes que Kid et Horace fuient. Étant donné son intelligence, cela ne pose guère de problèmes à Big Bang. Dans les dessins animés, la salle de biologie de Dissékator sert souvent d'annexe au laboratoire de ce dernier.
- Galactic Park (uniquement dans le dessin animé) : un parc d'attractions apprécié de Kid et ses amis.
- Le monde virtuel : le monde dans lequel vit « Le Petit barbare », les Blorks, ou plus largement celui des jeux vidéo.
- Le cinéma (uniquement dans la BD): c’est la que Kid et ses amis essaient d’aller voir des films gores en se mettant les uns sur les autres et en enfilant un imper par dessus.
- Le parc (uniquement dans le dessin animé) : un lieu assez apprécié des trois copains, surtout de Horace pour les balançoires (la girafe et le lapin), qui sont l'objet d'une de ses passions.

### Running gags récents
On retrouve des running gags apparaissant fréquemment dans les livres, parmi lesquels:
- L'onomatopée "bunk", utilisée pour un coup sur la tête.
- Les séjours d'Horace à l'hôpital, notamment dus à de mauvaises manœuvres dans la salle d'arcade.
- Les tentatives de regarder un film interdit pour mineurs, se soldant toutes par un échec.
- Les Bandes dessinées crée par Kid en découpant les encyclopédies de son grand père.
- L'arrivée de Frank au mauvais moment (à partir du tome 12, Panik Room, par exemple lorsque le père de Paddle répare l'évier.)
- Les fantasmes de Kid imaginant son père en super héros, espion, criminel, ou encore adoptant des caractéristiques d'un "vrai homme".
  - Et parfois l’inverse, où c'est le père qui imagine son fils en enfant modèle, voire prodige.
- Les ruses utilisées contre Radar pour le distraire dans la salle d'arcade.

## Succès
Depuis la parution du premier album, Jeux de vilains en 1996, plus de 6 millions d’albums de Kid Paddle (en langue française) ont été vendus. D'après le site officiel de Midam, « en comptant le nombre d’albums vendus et la pléthore de produits dérivés, ce sont plus de 5 000 tonnes qu’il aurait dû transporter ». Le neuvième tome, Boing ! Boing ! Bunk !, sorti en 2004, s'est classé 9e meilleure vente de cette année ci, avec 300 000 exemplaires, le dixième tome, Dark, j'adore !, fut quant à lui, 6e meilleure vente de 2005, année de sa sortie, avec 155 900 exemplaires, il reçut aussi le prix Canal J du meilleur album jeunesse au salon de la BD de Nîmes[réf. nécessaire].
En plus de cet indéniable succès d'édition, le nom de Kid Paddle est immortalisé en sciences par un entomologiste (Yves Gomy) qui lui dédie une espèce de Coléoptère Histeridae de Tanzanie : Hypocaccus kidpaddlei. Par cet acte le descripteur devient à son tour un personnage, croqué par Midam sous les traits de « Papy the Bug ».

Yves Gomy alias "Papy the Bug"
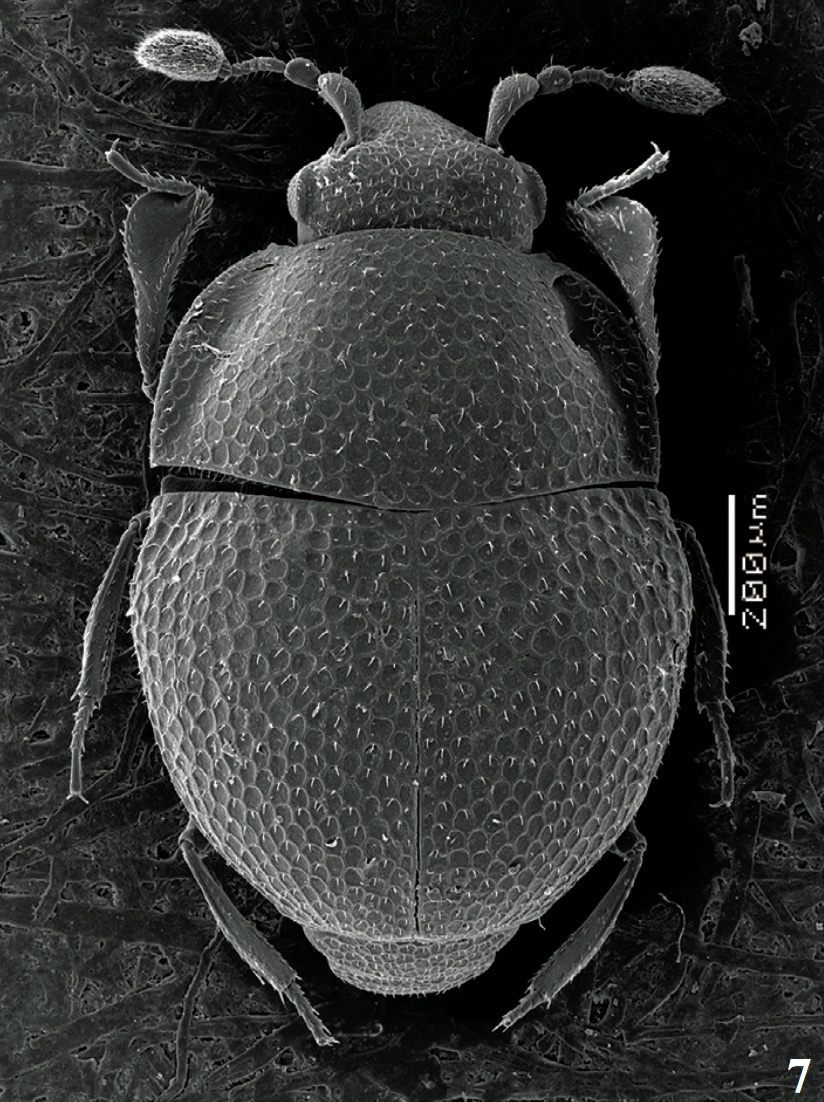
Insecte dédié à Midam

## Évolution graphique
Depuis sa première apparition dans Spirou, en 1992, et ce même entre sa première et sa quatrième apparition, le dessin de Kid a changé : les personnages, proportionnés à l'origine, ont progressivement évolué vers le dessin actuel, où la tête est disproportionnée par rapport au corps. De plus, d'abord coiffé d'une casquette rouge, il la troquera pour une casquette verte, ce qui serait un hommage à feu le chat de Midam ; en effet, nommé Gambit, il était roux et portait un collier vert, tout comme donc Kid, qui porte généralement un marcel orange et une casquette verte.

## Publications en français

### Revues
- Le Journal de Spirou (1993-2002)
- Kid Paddle Magazine (2002-2011)

KID's MANIA magazine (dans les années 2000)

### Série principale
1. Jeux de vilains[9] (1996)
2. Carnage total[10] (1996)
3. Apocalypse Boy (1997)
4. Full métal casquette[11] (1998)
5. Alien chantilly[12] (1999)[13]
6. Rodéo Blork[14] (2000)
7. Waterminator[15] (2001)
8. Paddle… My Name Is Kid Paddle[16] (2002)
9. Boing ! Boing ! Bunk ![17] (2004)
10. Dark, j'adore ! (2005)
11. Le Retour de la momie qui pue qui tue (2007)
12. Panik Room (2011)
13. Slime Project (2012)
14. Serial Player (2014)
15. Men in Blork (2017)
16. Kid N'Roses (2020)
17. Tatoo compris (2021)
18. Silence of the Lamps (2022)
19. Love, Death and Roblorks (2023)
20. Blork Chef (2024)

### Hors-série
- Compil gore (2009)
- Kid Paddle Monsters[18] (2010)
- Kid Paddle cherche et trouve (2012)
- Daddy cool (2022)
  - Best of : Jurassic Paddle

### Séries dérivées

#### Game Over
1. Blork Raider[19] (2004)
2. No problemo (2006)
3. Gouzi gouzi gouzi (2008)
4. Oups ! (2009) (scénarios de Midam et gameoverforever.com)
5. Walking Blork[20] (2010) (scénarios de Midam et gameoverforever.com)
6. Sound of Silence (2011) (scénarios de Midam et Patelin)
7. Only for Your Eyes (2011) (scénarios de Midam et Thitaume)
8. Cold Case affaires glacées (2012) (scénarios de Midam et gameoverforever.com)
9. Bomba fatale (2012) (scénarios de Midam et Patelin)
10. Watergate (2013) (scénarios de Midam et Thitaume)
11. Yes, I Can ! (2013) (scénarios de Midam et Patelin)
12. Barbecue royal (2014) (scénarios de Midam et gameoverforever.com)
13. Toxic Affair (2015) (scénarios de Midam et Patelin)
14. Fatal Attraction (2016) (scénarios de Midam et Benz)
15. Very Bad Trip (2016) (scénarios de Midam et Patelin)
16. Aïe aïe eye (2017) (scénarios de Midam et gameoverforever.com)
17. Dark Web (2018) (scénarios de Midam et Valerian)
18. Bad Cave (2019) (scénarios de Midam et Thitaume)
19. Beauty Trap (2020) (scénarios de Midam et Patelin)
20. Deep Impact (2021) (scénarios de Midam et Patelin)
21. Rap Incident (2022)
22. Road tripes (2023)
23. Rest in Pieces (2024) (scénarios de Midam et Benz)

#### Grrreeny
- Les carnets de Grrreeny :
  1. Sors tes griffes pour ta planète (2010) (Prix Collégien du Musée des Confluences de Lyon 2011)
- Série principale :
  1. Vert un jour, vert toujours (2012) (Prix du Livre Environnement 2012 de la Fondation Véolia)
  2. La nature est un cadeau (2013)
  3. Habitons bio ! (2014)
  4. Green anatomy (2016) (contient la description officielle de deux espèces d'insectes: coléoptères Histeridae)

## Adaptations

### Série animée
La série a été diffusée dans l'émission Total BD sur la chaîne Canal J.

### Film
En août 2017, il est annoncé qu'une adaptation cinématographique des aventures de Kid Paddle et de ses amis était en cours de production par le studio de production Bidibul Productions avec à l'écriture l'un des créateurs de la série SODA, David Soussan, un des scénaristes de la série David Doussan et l'acteur Kev Adams. Le film semble avoir été abandonné car aucune annonce n'a été faite depuis cette dernière date.

### Jeux vidéo
Kid Paddle est également décliné sous la forme de plusieurs jeux vidéo pour les consoles Game Boy Advance, Nintendo DS et Wii :
- Kid Paddle (Game Boy Advance)
- Kid Paddle: Blorks Invasion
- Kid Paddle: Lost in the Game
- Kid Paddle: Puzzle Monsters

La plupart des jeux Kid Paddle sauf l'opus sur Game Boy Advance ont été mal reçu par la critique

### Les jeux de cartes
Un premier jeu de cartes est lancé par Éditions Atlas, Blorks Attack. Le but est de détruire le « Petit Barbare » de son adversaire grâce à de terribles « blorks » et des cartes « matos » pouvant renforcer l'attaque, le tir ou la défense. Le jeu comprend également des cartes « surprises » ainsi que des figurines des personnages de Kid Paddle ayant des pouvoirs spéciaux.
Le premier fascicule contient 30 cartes sont des cartes « blorks », des cartes « matos » et la figurine de Kid Paddle. Il contient aussi un tapis de jeu, les règles du jeu, un poster et des pions. Le reste des fascicules comprennent entre autres de nouvelles cartes, une boîte de rangement, les figurines du Petit Barbare et de Horace.
Un second jeu sort en 2012 édité par La Haute Roche. Game Over Le jeu est illustré par Midam et créé par Jérémy Peytevin. Ce jeu se base un peu sur le principe du Mémory, jeu de mémoire où le principe est de reformer des paires éparpillées, le but étant de former tout un chemin à travers blorks invincibles et autres obstacles jusqu'à sa princesse. Chaque joueur place sa carte « Petit Barbare » sur son point de départ. Ensuite, le plus jeune joueur commence, il choisit une arme (massue, poison, pistolet ou arc), puis retourne une carte adjacente à la sienne. Si la carte retournée est un Blork qui ne peut être vaincu avec l'arme choisi ou un Blork invincible, c'est Game Over. Le joueur retourne toutes les cartes face visible et c'est au joueur suivant. Dans le cas contraire le joueur peut continuer son exploration : prendre une autre arme ou garder la même et retourner une autre carte adjacente à la sienne. Si un joueur arrive à avoir face visible simultanément une clef et la princesse de sa couleur, c'est gagné.

### Romans
Il existe également plusieurs romans racontant des épisodes du dessin animé.